# Wörterbuch zur Politik
Das Wörterbuch zur Politik ist ein seit 1995 im Alfred Kröner Verlag in Stuttgart durch den Politikwissenschaftler Manfred G. Schmidt, Ruprecht-Karls-Universität Heidelberg, publiziertes politikwissenschaftliches Fachlexikon.
Im Jahr 2010 erschien es in dritter überarbeiteter und erweiterter Auflage mit 3300 Stichwörtern und weiterführenden Literaturangaben zu allen wichtigen Politikbereichen. Es richtet sich an Studenten, Dozenten, Journalisten und Praktiker.
Es wurde durchweg positiv rezensiert u. a. in der Frankfurter Rundschau, der Neuen Zürcher Zeitung und den Schweizer Monatsheften. Alexander Gallus hielt es gar für das beste einbändige Wörterbuch zur politikwissenschaftlichen Fachsprache.

## Ausgabe
- Manfred G. Schmidt: Wörterbuch zur Politik (= Kröners Taschenausgabe. Band 404). 3., überarbeitete und erweiterte Auflage. Kröner, Stuttgart 2010, ISBN 978-3-520-40403-9.